# ميزورام
مِزُورَم أو ميزورم أو (نقحرة: ميزورام) هي إحدى الولايات الشقيقات السبع في أقصى شمال شرقي الهند، وأقصى جنوبي الولايات الجبلية، وتحدها بورما من الشرق، وبنغلاديش من الغرب.
هي إحدى الولايات الشقيقات السبع في أقصى جنوب شمال شرق الهند، عاصمتها وأكبر مدنها أيزول. تحدها ولايات: تريبورة وآسام ومانيبور ولها حدود دولية مع بنغلاديش وميانمار بطول 722-كيلومتر (449 ميل). تقدر مساحتها بحوالي 21087 كيلومترًا مربعًا، وتشكل الغابات حوالي 91% منها. يُقدر عدد سكانها بـ 1.25 مليون نسمة في عام 2023 وهي بذلك ثاني أقل الولايات من حيث الكثافة السكانية في البلاد.
كانت ميزورام مثل باقي الولايات الشمالية الشرقية جزءًا من ولاية آسام حتى أصبحت إقليم اتحادي منفصل في عام 1972. صادق البرلمان الهندي على التعديل الدستوري رقم 53 في 1986 والذي تأسست بموجبه ولاية ميزورام في 20 فبراير 1987 لتصبح الولاية الثالثة والعشرين في الهند.
حوالي 95% من سكان ميزورام من قبليون من عدة قبائل متنوعة. بدأ الشعب الميزو في الاستقرار بالمنطقة في القرن السادس عشر واستمرت موجات الهجرة من جنوب شرق آسيا حتى القرن الثامن عشر. يوجد في الولاية أعلى نسبة من القبليين بين ولايات الهند، ويتمتع شعب ميزورام بحماية الدستور الهندي بسبب كونه قبيلة مجدولة. تعد ميزورام واحدة من ثلاث ولايات في الهند ذات أغلبية مسيحية بنسبة 87% من السكان.
يقوم اقتصاد ميزورام على الزراعة، تنتشر ظاهرة الزراعة التقليدية جوم التي تحرق فيها الأرض بين مزراعي الولاية، لكن هذه الظاهرة بدأت تنحسر أمام زراعة محاصيل البستنة ومنتجات الخيزران. قُدر الناتج المحلي الإجمالي للولاية في عام 2012 بـ 69.91 مليار روبية هندية (1٫2 مليار دولار أمريكي). يعيش حوالي 20% من سكان ميزورام تحت خط الفقر وتبلغ نسبة الفقر 35% في المناطق الريفية في عام 2014. يوجد في الولاية حوالي 871 كيلومترًا من الطرق السريعة الوطنية ويربطها طريق NH-54 السريع بآسام وطريق NH-150 السريع بمانيبور. كما أنها نقطة تجارة هامة مع ميانمار وبنغلاديش.

## التأثيل
مصطلح ميزورام مشتق من كلمتي: ميزو ورام. يشير "ميزو" إلى السكان الأصليين و"رام" بمعنى الأرض. أي أن معنى اسم الولاية "أرض الميزو".

## التاريخ

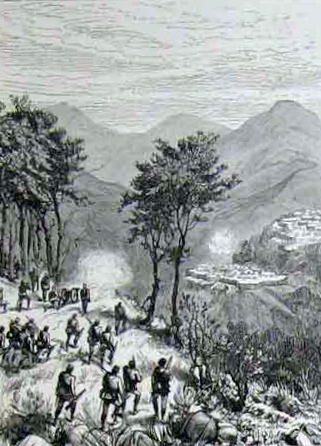
واحدة من العديد من المعارك بين القوات البريطانية وقبائل ميزورام المتحالفة مع بريطانيا ضد عشيرة لوسي في ميزورام. رسم هذه اللوحة الملازم كول في عام 1889 بعنوان "بعثة لوشاي".

يحيط الغموض بأصول قبائل ميزو مثل باقي العديد من القبائل الأخرى في شمال شرق الهند. سمت الجماعات العرقية القريبة من ميزورام الناس الذين يعيشون فيها بالكوكيس وهو المصطلح الذي اعتمده الكتاب البريطانيون أيضًا. يستنتج من ذلك أن "الكوكيس هم أقدم السكان المعروفين في منطقة تلال ميزو. من المحتمل أن معظم القبائل التي تسمى اليوم بالميزو هاجرت إلى المنطقة الحالية من الدول المجاورة في موجات متعددة بدأت تقريبا في القرن السادس عشر.
كانت عشائر الميزو المختلفة تعيش في قرى ذات حكم ذاتي قبل الحكم البريطاني. كان لزعماء القبائل دور بارز في مجتمع الميزو التقليدي. كان الزعماء هم الحكام المطلقين لأراضي قبائلهم (رام) على أنهم كانوا تابعين اسميًا لحكام مانيبور وتريبورة وبورما.
صدرت عدة تقارير قبل عام 1895 العام الذي استولى فيه البريطانيون على ميزورام عن صيد الرؤوس بين القبائل المتناحرة. الذي كان يجري به نصب كمين لقبيلة منافسة وأسر الواقعين به وقطع رؤوسهم وكانت تعرض أحيانًا عند مداخل القرى القبلية للتفاخر بين القبائل.

### الحقبة البريطانية
أقدم سجلات الغارات والنزاعات بين القبائل تعود إلى أوائل القرن التاسع عشر. قاد الكابتن بلاكوود البريطاني قواته إلى تلال ميزو في أربعينيات القرنالتاسع عشر لمعاقبة زعيم قبلي يُدعى باليان لإغارته على المصالح البريطانية في الهند. أُصيب الكابتن ليستر بعد سنوات في معركة ضد قبيلة لوسي في المنطقة التي تُعرف الآن بميزورام. أغارت قبيلة لوسي على قبيلة ثادو في عام 1849 وقتلت 29 شخصًا وأسرت 42 منها. استغلت القوات البريطانية هذا الأمر فأغارت مع قبيلة ثادو في عام 1850 على قرية قبيلة لوسي فحرقوا القرية التي كان بها 800 منزل وحرروا 400 أسير من ثادو سمي هذا الحدث بالغزو البريطاني الأول. تُشير السجلات البريطانية إلى أن عدة غارات قبلية مماثلة استمرت لعقود بعد ذلك الغزو. كانت هذه الغارات تُنفذ بغرض السلب أو الاستعباد أو الانتقام من الهزائم السابقة.
أصبحت تلال ميزو جزءًا من الراج البريطاني في عام 1895 تلا ذلك حظر العديد من ممارسات القبلية مثل صيد الرؤوس في ميزورام والمناطق المجاورة لها. وسميت تلال ميزو الشمالية والجنوبية بتلال لوشاي واختيرت أيزاول مقرًا لها بإعلان المنطقة. كان هناك حوالي 60 زعيمًا قبليًا وقت الغزو البريطاني.

### ما بعد الاستقلال
عندما نالت الهند استقلالها من الإمبراطورية البريطانية كان هناك أكثر من 200 زعيم قبلي. قادت النخبة المتعلمة من شعب الميزو حملة ضد القبضة القبلية، نتج عن الحملة إلغاء الحقوق الوراثية لـ259 زعيمًا بموجب قانون مقاطعة آسام لوشاي لعام 1954. وصل عدد قليل من المبشرين المسيحيين إلى ميزورام في الفترة الاستعمارية، وقد دعمت الحكومة البريطانية نشر المسيحية نتج عن ذلك تحول الغالبية العظمى من السكان إلى المسيحية وتغيير معتقداتهم بدون مقاومة. استاء الميزو بقوة من الحكومة بسبب استجابتها غير الكافية لمجاعة موتام 1959-1960. تحولت جبهة ميزو الوطنية للمجاعة التي تأسست في عام 1959 للإغاثة من المجاعة إلى منظمة سياسية جديدة هي جبهة ميزو الوطنية في عام 1961. وتلا ذلك فترة من الاحتجاجات والتمرد المسلح في الستينيات للمطابلة بالاستقلال عن الهند.
وافقت الحكومة على تحويل مقاطعة ميزو إلى إقليم اتحادي في عام 1971 وهو ما حدث في عام 1972 باسم ميزورام. تم التوصل إلى اتفاق ميزورام للسلام بين الحكومة والقوة متعددة الجنسيات في عام 1986. اعتمد البرلمان الهندي في العام نفسه التعديل الثالث والخمسين للدستور الهندي والذي أنشئت بموجبه ولاية ميزورام في 20 فبراير 1987 الولاية الثالثة والعشرين في الهند. يمثل ميزورام مقعدين في البرلمان واحد في لوك سابها وآخر في راجيا سابها.

## الجغرافيا
ميزورام هي ولاية غير ساحلية في شمال شرق الهند ولها حدود دولية في الجنوب بطول 722 كيلومترا مع ميانمار وبنغلاديش وفي الشمال الحدود مع ولايات مانيبور وآسام وتريبورة. وهي خامس أصغر ولاية في الهند بمساحة . يمتد الولاية من 21°56'N إلى 24°31'N و 92°16'E إلى 93°26'E. يمر مدار السرطان عبر الولاية في منتصفها تقريبا. أقصى مسافة بين الشمال والجنوب هي 285 كم في حين أن أقصى مسافة بين الشرق والغرب هي 115 كم.

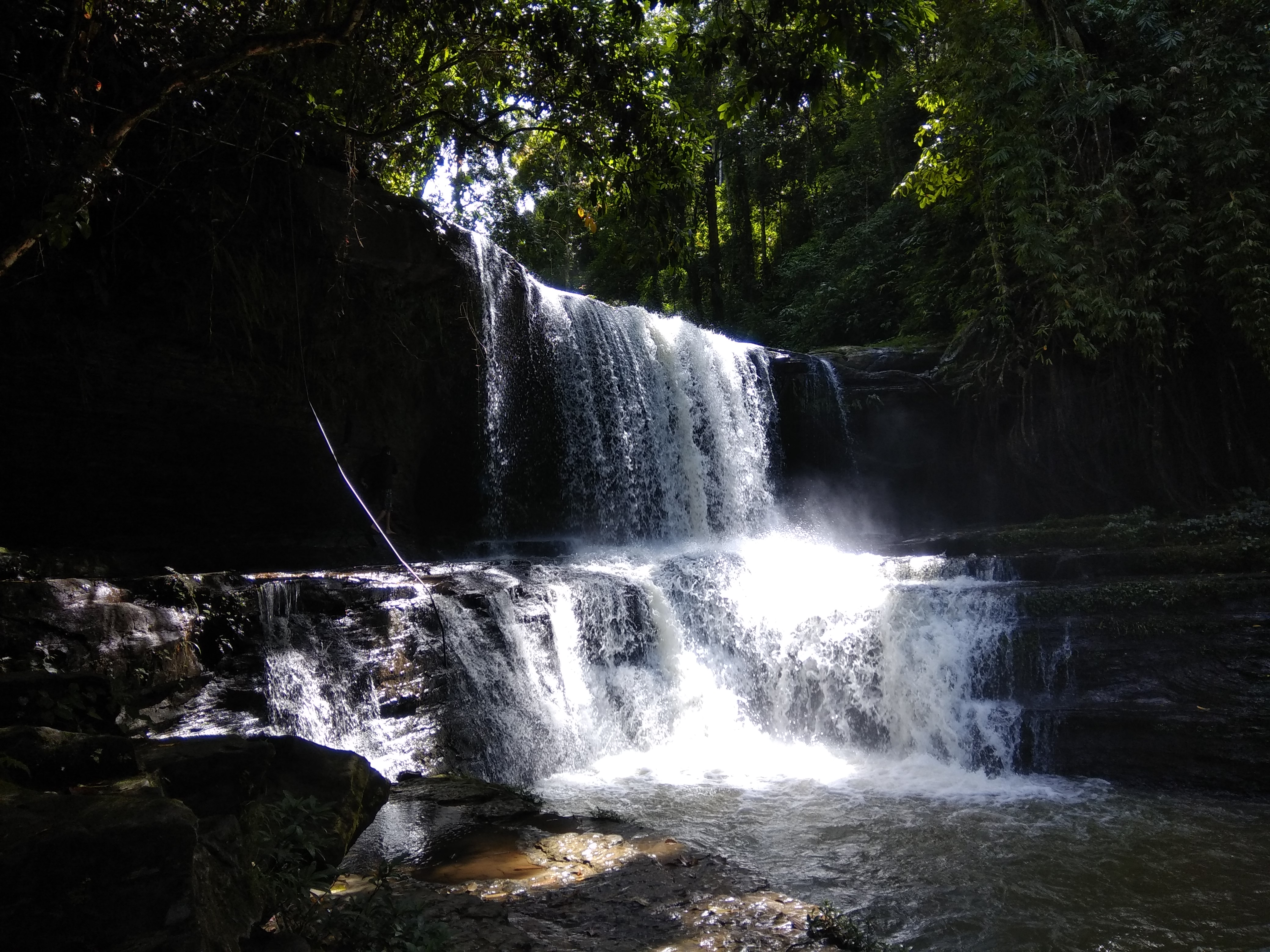
شلالات تويريهيو

ميزورام هي أرض الهضاب والوديان والأنهار والبحيرات. يوجد في الولاية 21 سلسلة من الهضاب الرئيسية أو القمم بارتفاعات متفاوتة تخترقها سهول متفرقة هنا وهناك. يبلغ متوسط ارتفاع الهضاب في الجزء الغربي من الولاية حوالي 1000 متر (3300 قدم) وترتفع شرقًا تدريجيًا إلى 1300 متر (4300 قدم). لكن توجد بعض المناطق التي بها سلاسل أعلى تصل إلى أكثر من 2000 متر (6600 قدم). Phawngpui Tlang المعروف أيضًا باسم الجبل الأزرق الموجود في الجزء الجنوبي الشرقي من الولاية هو أعلى قمة في ميزورام بارتفاع 2,210 متر (7,250 قدم). تغطي الغابات حوالي 76٪ من الولاية والأراضي البور 8٪ والأراضي القاحلة 3٪، بينما تشكل المساحات الصالحة للزراعة النسبة المتبقية. تُمارس زراعة القطع والحرق أو جوم في ميزورام على التحفظات عليها وهي تؤثر على تضاريس الولاية. يذكر تقرير صادر عن وزارة البيئة والغابات وتغير المناخ في عام 2021 أن ميزورام تمتلك أعلى نسبة غطاء حرجي من مساحتها الجغرافية بين جميع الولايات الهندية بنسبة 84.53٪.
تقع مِزورَم في حزام الرياح الموسمية بين جنوب وجنوب شرقي آسيا، كما أن تلالها مرتفعة ارتفاعًا كافيًا لإتاحة فصول خريف أكثر برودة مما في سهول بنغلادش أو بورما. وبالرغم من ذلك فإن متوسط درجات الحرارة القصوى في الصيف هو 29°م ومتوسط درجات الحرارة القصوى هي 21°م، وأدنى درجات الحرارة هي 11°م. وللولاية منسوب أمطار سنوي كبير يبلغ 300سم تقريبًا. وبالرغم من ذلك، فإن للولاية فصل جفاف، يبدأ من أواخر أكتوبر، وينتهي في أبريل.
تتميز تضاريس ميزورام كما في المسح الجيولوجي للهند بأنها تضاريس شابة والوصف الجغرافي الطبيعي للولاية هو عدة وديان طولية تمتد تقريبًا من الشمال إلى الجنوب بجوارها سلسلة من الأراضي الصغيرة والمسطحة، وتوازي الوديان تلال شبه متوازية لها. تتألف الجيولوجيا العامة لغرب ميزورام من صخور العصر النيوجيني الرسوبية من مجموعة سورما وتشكيل تيبام مثل الحجر الرملي والحجر الطيني والحجر الطيني بالإضافة إلى جيوب نادرة من الحجر الجيري الصدفي. تصنيف إدارة الأرصاد الجوية الهندية ميزورام في المنطقة الزلزالية الخامسة أي إن الولاية تواجه خطر الزلازل أعلى من الولايات في التصانيف الأدنى.
أما بالنسبة للأنهار فيعد نهر Chhimtuipui، المعروف أيضًا باسم Kaladan أو Kolodyne، أكبر أنهار ميزورام. ينبع من ولاية تشين في بورما ويتدفق عبر مقاطعتي سايها ولونجتلي في الجنوب الغربي لميزورام ثم يعود إلى ولاية راخين في بورما. توجد أيضا أنهار هامة أخرى مثل Tlawng وTut وTuirial وTuivawl التي تجري في شمال الولاية وتلتقي في النهاية بنهر باراك في منطقة كاتشار.

### المناخ
تتمتع ميزورام بمناخ معتدل فتكون درجة الحرارة باردة نسبيا في الصيف من 20 إلى 29 درجة مئوية (68 إلى 84 درجة فهرنهايت) ولكنها تزداد تدريجيا على الأرجح بسبب تغير المناخ فتتجاوز درجات الحرارة في الصيف 30 درجة مئوية في بعض المناطق وتتراوح درجات الحرارة في الشتاء من 7 إلى 22 درجة مئوية (45 إلى 72 درجة فهرنهايت). تتأثر المنطقة بالرياح الموسمية فتهطل السماء بغزارة من مايو إلى سبتمبر ولكنها تقل في موسم الجفاف (البارد). نمط المناخ رطب استوائي إلى رطب شبه استوائي بمتوسط هطول أمطار 254 سم (100 بوصة) سنويا. يبلغ مستوط هطول الأمطار في أيزوال حوالي 215 سم (85 بوصة) وفي لونجلي مدينة رئيسة أخرى حوالي 350 سنتيمتر (140 بوصة). تقع الولاية في منطقة يمكن أن تسبب فيها الأعاصير والانهيارات الأرضية بحالات طوارئ.
| الشهر                             | يناير       | فبراير      | مارس        | أبريل        | مايو          | يونيو         | يوليو         | أغسطس         | سبتمبر        | أكتوبر       | نوفمبر      | ديسمبر      | المعدل السنوي   |
| --------------------------------- | ----------- | ----------- | ----------- | ------------ | ------------- | ------------- | ------------- | ------------- | ------------- | ------------ | ----------- | ----------- | --------------- |
| متوسط درجة الحرارة الكبرى °م (°ف) | 20.4 (68.7) | 21.7 (71.1) | 25.2 (77.4) | 26.8 (80.2)  | 26.3 (79.3)   | 25.5 (77.9)   | 25.3 (77.5)   | 25.5 (77.9)   | 25.7 (78.3)   | 24.7 (76.5)  | 23.0 (73.4) | 21.0 (69.8) | 24.3 (75.7)     |
| متوسط درجة الحرارة الصغرى °م (°ف) | 11.4 (52.5) | 12.8 (55.0) | 15.6 (60.1) | 17.5 (63.5)  | 18.1 (64.6)   | 18.9 (66.0)   | 19.1 (66.4)   | 19.1 (66.4)   | 19.2 (66.6)   | 18.0 (64.4)  | 15.1 (59.2) | 12.2 (54.0) | 16.4 (61.6)     |
| الهطول مم (إنش)                   | 13.4 (0.53) | 23.4 (0.92) | 73.4 (2.89) | 167.7 (6.60) | 289.0 (11.38) | 406.1 (15.99) | 320.4 (12.61) | 320.6 (12.62) | 305.2 (12.02) | 183.7 (7.23) | 43.2 (1.70) | 15.3 (0.60) | 2٬161٫4 (85.09) |
| المصدر:                           |             |             |             |              |               |               |               |               |               |              |             |             |                 |

### الحياة البرية

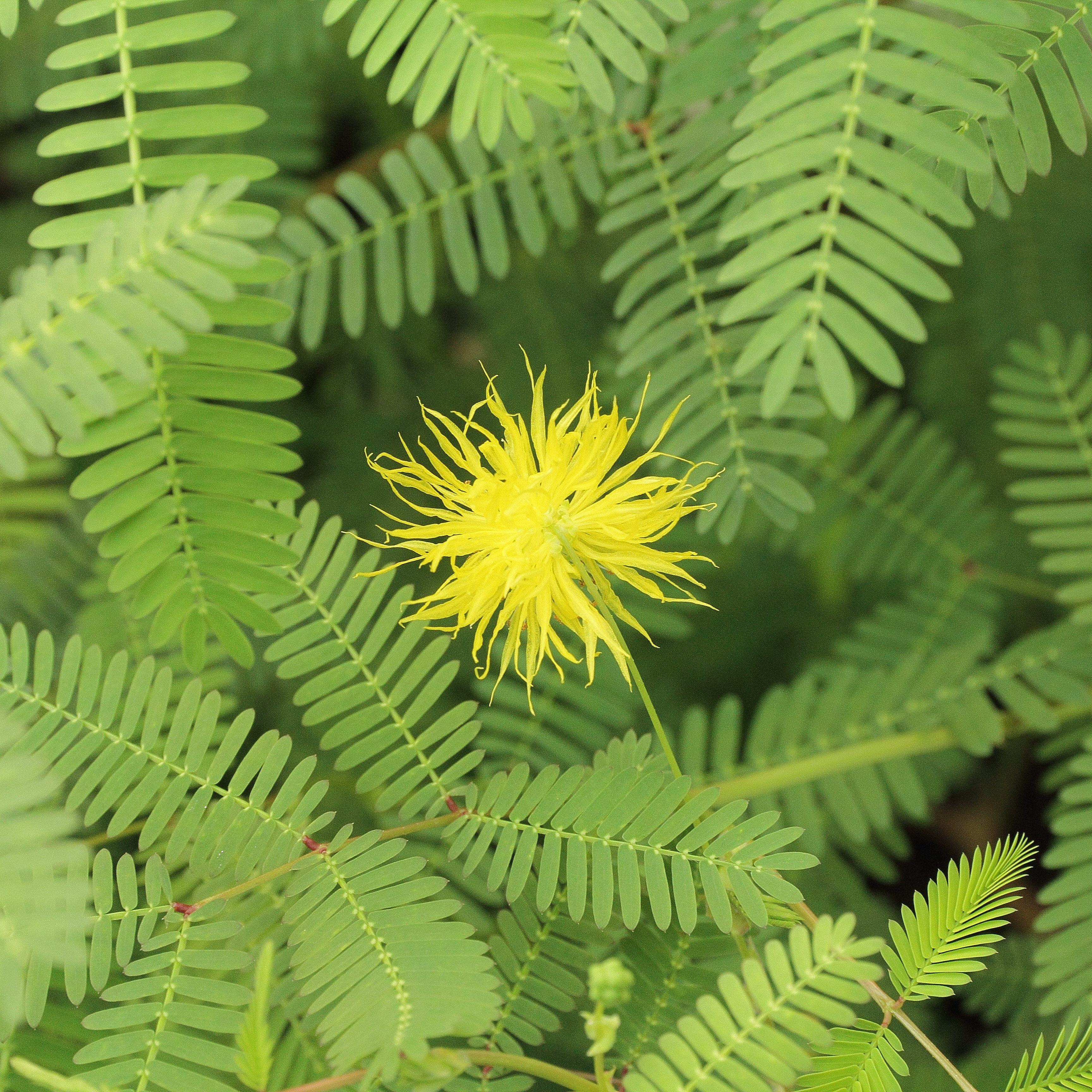
نبتونيا أوليراسيا

تمتلك ميزورام ثالث أكبر مساحة غابات في الهند بإجمالي 1,594,000 هكتار (3,940,000 فدان) وأعلى نسبة من المساحة (90.68%) حسب مسح الغابات الهندي لعام 2011. تنقسم الغابات في ميزورام إلى الغابات شبه الاستوائية دائمة الخضرة والغابات المتساقطة الأوراق في التلال الاستوائية الرطبة والغابات شبه الاستوائية وغابات الصنوبر. ينتشر الخيزران بكثرة في الولاية وغالبًا ما يكون مختلطًا مع النباتات الأخرى، فحوالي 9,245 كم² (44%) من مساحة الولاية مغطاة بالخيزران. تعمل حكومات الولايات والحكومة المركزية في الهند معًا لحماية 67% من الأراضي المغطاة بالغابات و15% إضافية تديرها الحكومة. فقط 17% من الأراضي مخصصة للزراعة والصناعة والتعدين والإسكان وغيرها من الأنشطة البشرية التجارية. تظهر بيانات الأقمار الصناعية أن 91% من المساحة الجغرافية للولاية مغطاة بالغابات.
تحتضن ميزورام تنوعًا كبيرًا من الطيور والحياة البرية والنباتات. سجل حوالي 640 نوعًا من الطيور في الولاية العديد منها أصلي في سفوح جبال الهيمالايا وجنوب شرق آسيا. هناك 27 نوعًا مدرجًا في قائمة الأنواع المهددة بالانقراض عالميًا وثمانية أنواع مهددة بالانقراض محليًا من بين الطيور الموجودة في غابات ميزورام. من أبرز الطيور الموجودة بها إلى فصائل تدرجية وبطية ولقلق وأبو منجليات وبلشونيات وPelecanidae وغاقيات وصقريات وبازية وحباريات وتفلقية وHeliornithidae ونغبوقيات وكروان الحصى وزقزاقية ودجاج الأرض ويقنة ونورسية وحمامية وببغائية ووقواقية وبوم حقيقي وسبدية وسمامية ورفرافيات ووروارية وأبو قرن وطوقانية ونقار الخشب وغناجيات وصردية وعتريسيات ودكروريات وغرابيات وقرقفيات وسنونو وساكنات القريضة وبلبل ودخلية وثرثار العالم القديم وكاسر الجوز وزرزوريات وسمنية وطيور الورق وحباك وتمرة وشرشوريات وتميريات وخاطفات الذباب.
تضم الولاية أيضًا تنوعًا كبيرًا من الحياة البرية. من الثدييات التي رُصدت في غابات ميزورام لوريس بطيء سوندا وسيرو أحمر وغورال الهملايا وببر ونمر ونمر ملطخ وقط نمري وثعلب البنغال ودب أسود آسيوي ومكاك دبي وPhayre's leaf monkey ولنغور مقلنس. كما تعد الولاية موطنًا للعديد من الزواحف والبرمائيات والأسماك واللافقاريات.
تحتوي الولاية على متنزهين وطنيين وست محميات للحياة البرية، وهي: متنزه الجبل الأزرق الوطني ومحمية دامبا للنمور ومحمية Lengteng للحياة البرية ومتنزه Murlen الوطني ومحمية Ngengpui للحياة البرية ومحمية Tawi للحياة البرية ومحمية Khawnglung للحياة البرية ومحمية Thorangtlang للحياة البرية.

## السكان
يبلغ عدد سكان ولاية ميزورام 1,091,014 نسمة منهم 552,339 ذكر و538,675 أنثى، بنسبة نمو 22.8% منذ تعداد عام 2001. تعد ميزورام ثاني أقل الولايات الهندية من حيث عدد السكان. تبلغ نسبة الجنس 976 أنثى لكل 1000 ذكر وهي أعلى من المعدل الوطني البالغ 940. كما تبلغ الكثافة السكانية 52 نسمة لكل كيلومتر مربع.
بلغ معدل الأمية في ميزورام لعام 2011 نسبة 91.58% وهو أعلى من المعدل الوطني البالغ 74.04%، وثاني أعلى معدل بين جميع الولايات الهندية. يعيش حوالي 52% من سكان ميزورام في المناطق الحضرية وهو معدل يفوق المتوسط الوطني. ويعيش أكثر من ثلث السكان في منطقة ايزاول العاصمة.
اللغتان الرسميتان بالولاية هما ميزو والإنجليزية.

### المدن الكبرى
| أيزول Lunglei | 1  | أيزول     | ايزوال   | 415,000 | Saiha |
| أيزول Lunglei | 2  | Lunglei   | لونجلي   | 80,000  | Saiha |
| أيزول Lunglei | 3  | Champhai  | شامفي    | 44,000  | Saiha |
| أيزول Lunglei | 4  | Saiha     | سايها    | 35,500  | Saiha |
| أيزول Lunglei | 5  | Kolasib   | كولاسيب  | 34,200  | Saiha |
| أيزول Lunglei | 6  | Serchhip  | سيرشيب   | 30,010  | Saiha |
| أيزول Lunglei | 7  | Lawngtlai | لونجتلي  | 29,400  | Saiha |
| أيزول Lunglei | 8  | Saitual   | Saitual  | 16,300  | Saiha |
| أيزول Lunglei | 9  | Khawzawl  | Khawzawl | 15,500  | Saiha |
| أيزول Lunglei | 10 | Vairengte | كولاسيب  | 14,550  | Saiha |

لغات ميزورام عام 2011

### الأعراق
أغلب سكان ميزورام من عدة قبائل عرقية مرتبطة ثقافيًا أو لغويًا. تُعرف هذه المجموعات العرقية باسم "الميزو" ("Mi" أي الناس و"Zo" أي السلف). عبرت الموجة الأولى من الميزو نهر تياو واستقرت في ميزورام في القرن التاسع عشر سماهم البنغاليون ب "كوكيس"، وهو مصطلح يعني سكان المناطق الجبلية الداخلية التي يصعب الوصول إليها. وسموا أحيانًا بقبائل "كوكي تشين".
يعيش في الولاية قبائل برو (كوكبوروك) وتشاكما وتانشانجيا وهم ليسوا من قبائل الكوكي، وهناك اقتراحات بأنهم من الشعوب الهندوآرية. تدعي قبيلة بني منشيه أنها ذات أصل يهودي. يعكس تنوع المجموعات القبلية أنماط الهجرة التاريخية فهاجرت إلى المنطقة وصلت قبائل وعشائر في موجات متتالية واستقرت في أجزاء مختلفة من الولاية.
تعيش مجموعات عرقية أخرى في ميزورام مثل البنغاليون والنيباليون، جاء الغوركا النيباليون إلى المنطقة بعد تشجيع السلطات الاستعمارية البريطانية لهم على الهجرة إلى إليها.
ما يقرب من 95% من سكان الولاية أي 1,036,115 شخص من القبائل المجدولة وهم بذلك أعلى نسبة من سكان الولايات الهندية. أعطي التصنيف لقبائل ميزورام منذ خمسينيات القرن العشرين موارد إضافية في التعليم وفرص العمل الحكومية وهي معاملة تفضيلية لتسريع اندماجهم في المجتمع.

### الدين
الدين في ميزورام (2011)

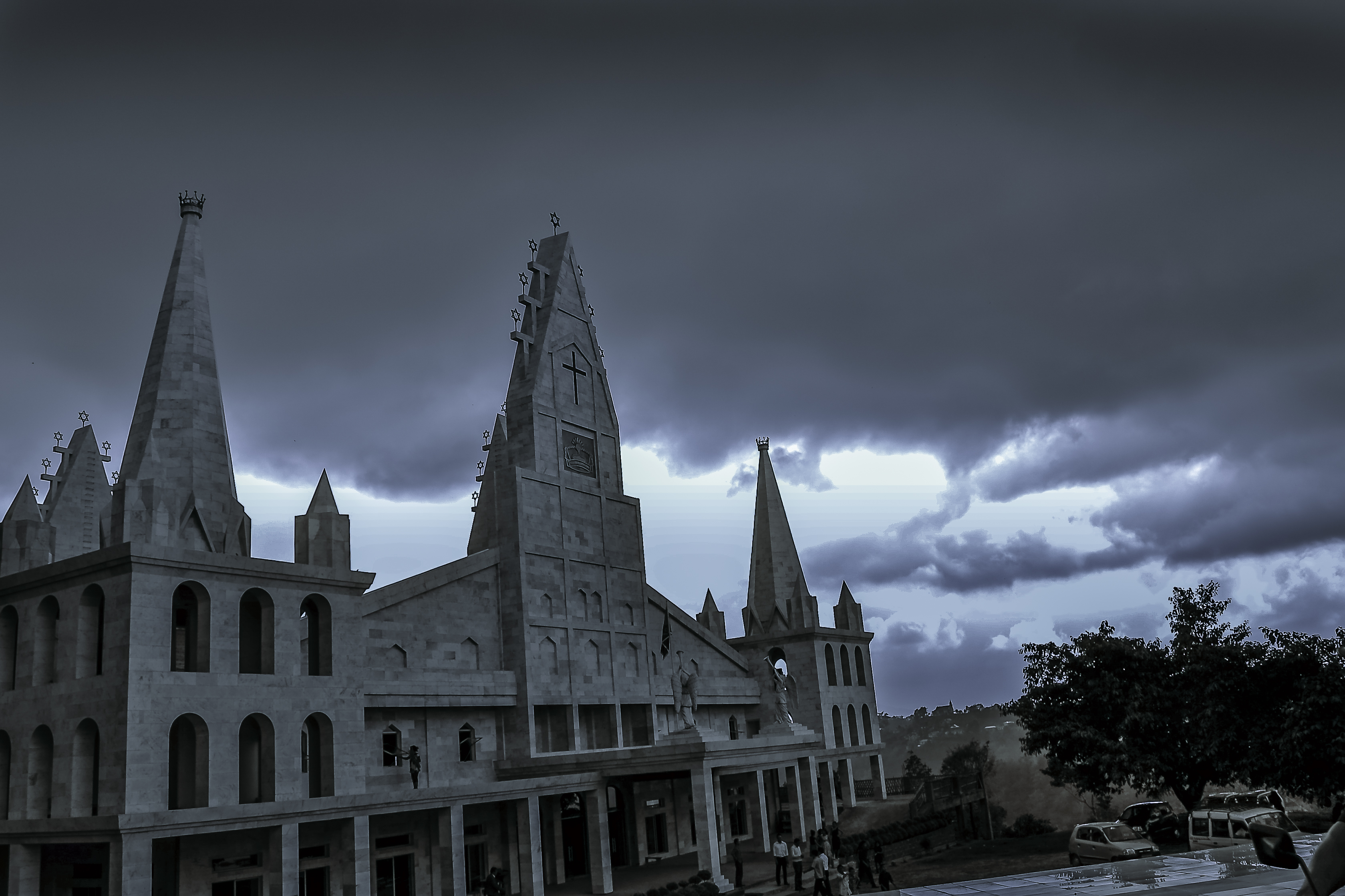
Solomon's Temple, Aizawl

الغالبية العظمى (87%) من الميزو هم مسيحيون ينتمون إلى طوائف متنوعة أغلبهم من الكنيسة المشيخية. يوجد في ميزورام نسبة كبيرة من البوذيين التيرافادا تبلغ نسبتهم 8.5% معظمهم من قبيلة تشاكما والأقلية الدينية الأكبر في المنطقة يليهم الهندوس بنسبة 2.7% (30,136) في إحصاء عام 2011. هناك عدة آلاف من الأشخاص، أغلبهم من الميزو، اعتنقوا اليهودية في دعاء أنهم من نسل قبيلة بني منشيه اليهودية.

#### المسيحية
الطائفة المسيحية الرئيسية هي كنيسة ميزورام المشيخية التي أسسها المبشر الويلزي ديفيد إيفان جونز في عام 1894. اعتنق حوالي 80٪ من قبيلة لوشي المسيحية في الوقت الذي نالت فيه الهند استقلالها من الإمبراطورية البريطانية. تعتبر كنيسة ميزورام المشيخية جزءًا من الجمعية العامة للكنيسة المشيخية في الهند التي يوجد مقرها في شيلونغ في ميغالايا، تسود المشيخية في الجزء الشمالي من تلال ميزورام، أما في الجزء الجنوبي من تلال ميزورام فتسود الكنيسة المعمدانية.

#### البوذية
البوذية هي أكبر أقلية دينية في الولاية ويتبعها 93,411 شخصًا (8.51٪) وفقًا لتعداد عام 2011. اعتنقت قبائل تشاكما وTanchangya تتبع البوذية لعدة قرون.

#### أخرى
هناك 866 يهودي في الولاية وفقًا لتعداد عام 2001 ويدين البعض بديانة الميزو التقليدية الحديثة التي تُعرف باسم هنام ساكهوا وتهدف إلى إعادة إحياء القيم التقليدية لميزو مع معارضة تأثير المسيحية على شعب ميزو.
اتبع ديانة الميزو 1367 شخصًا في تعداد عام 2001 وأتباع الديانات القبلية الأخرى مثل Lalchhungkua (279 شخصًا) وLalhnam (122 شخصًا) وNunna Lalchhungkua (211 شخصًا).

## السياسة

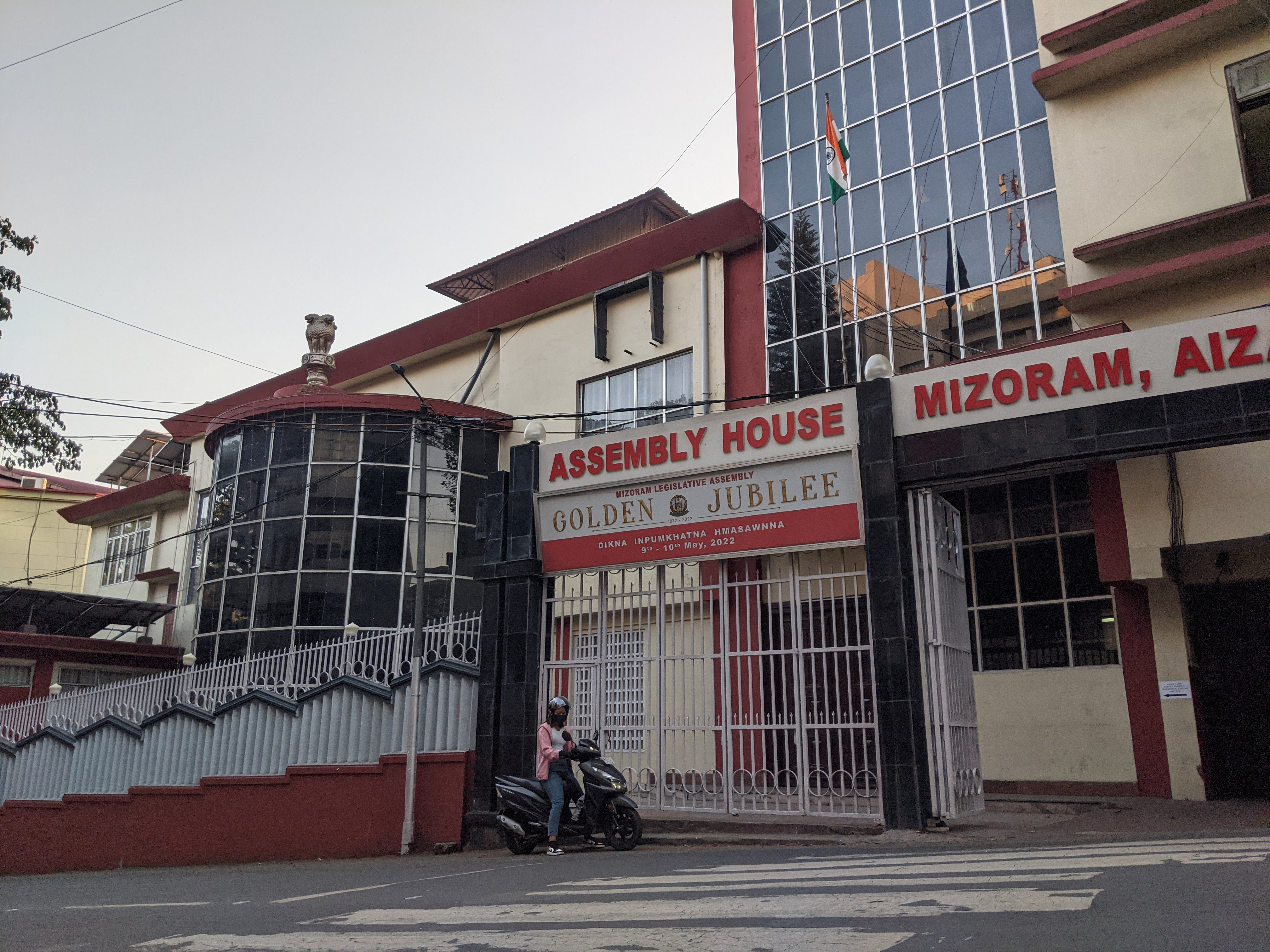
هيئة ميزورام التشريعية

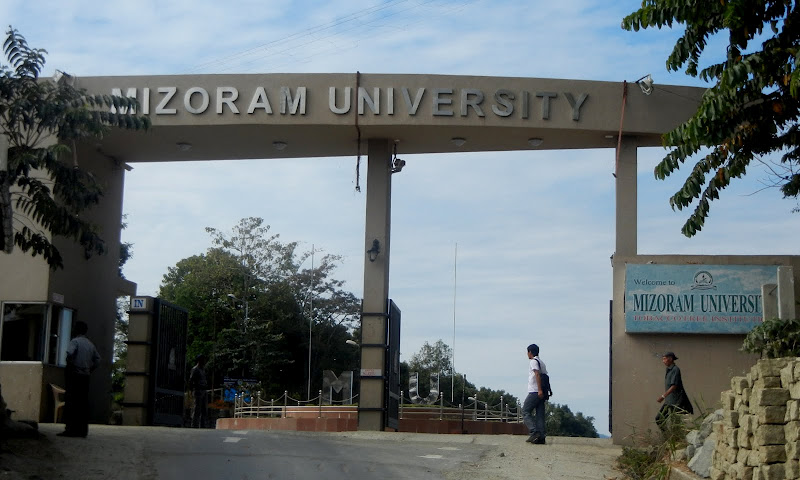
وقع اتفاق ميزورام للسلام في يونيو 1986. منح الاتفاق الحريات السياسية عن طريق جعل ميزورام ولاية في الهند وتضمن أحكاما تتعلق بالبنية التحتية مثل المحكمة العليا وإنشاء جامعة ميزورام (في الصورة).

كانت أراضي القرية التي تعرف محليًا بالكبش ملكًا لزعيم القبيلة. تأسست مؤسسة الزعامة هذه في القرن السادس عشر وكانت كل قرية كأنها دولة صغيرة برئيس يُعرف بـ"لال" وكانت قيادة القرية تورث بدون وجود قوانين مكتوبة (كتب لغة الميزو المبشرين المسيحيين لورين وسافيدج حوالي عام 1895).
كان الجزء الشمالي من ميزورام جزء من ولاية آسام باسم تلال لوشاي وكان جنوب الولاية جزء من البنغال بعد الضم البريطاني في تسعينيات القرن التاسع عشر. نُقلت إدارة الجزء الجنوبي إلى آسام في عام 1898. حافظت السلطة الاستعمارية على زعماء وعادات الميزو، بما في ذلك النقل الطبقي للسلطة السياسية. عززت الإدارة البريطانية السلطة التنفيذية والتشريعية لنائب المفوض وقضاة المقاطعات في عام 1937 بموجب القسم السادس من قانون المقاطعات المجدولة وأصبح دور زعماء القرى دور استشاري، وأصبح بالإمكان استئناف أحكام زعماء القرى أمام المحاكم البريطانية. حصلت المنطقة على الحكم الذاتي في عام 1952 بعد استقلال الهند، وسميت المنطقة بمنطقة ميزو في ولاية آسام في أبريل 1954، وفي ذلك العام ألغيت مؤسسة الزعامة الوراثية واستُحدثت محاكم ومجالس قروية بدلاً منها.
ناشد ممثلو مجلس مقاطعة لوشاي هيلز ذاتية الحكم واتحاد ميزو لجنة إعادة تنظيم الولايات بدمج المناطق التي تعيش فيها قبائل ميزو في تريبورة ومانيبور مع مجلس المقاطعة في ولاية آسام. أصدر لجنة إعادة تنظيم الولايات التوصيات النهائية التي لم ترضي زعماء القبائل في الشمال الشرقي فاجتمعوا في أيزول عام 1955 لتأسيس حزب سياسي جديد هو اتحاد قبائل الهند الشرقية.
لم يعجب وضع كون منطقة ميزو جزء من الولاية وأثار سخط شعبها بسبب المخاوف من الهيمنة الآسامية وإهمال الحكومة للمنطقة في خمسينيات القرن العشرين. استاء الميزو خاصةً بسبب الاستجابة غير الكافية للحكومة لمجاعة موتام 1959-1960. تحولت جبهة ميزو الوطنية للمجاعة التي تأسست في عام 1959 للإغاثة من المجاعة إلى منظمة سياسية جديدة باسم جبهة ميزو الوطنية في عام 1961. سعت هذه الجبهة للاستقلال السيادي لإقليم ميزو ونظمت تمردًا مسلحًا في 28 فبراير 1966 ضد الحكومة. قمعت حكومة الهند التمرد بتنفيذ غارات جوية على أيزول والمناطق المحيطة بها.
قسمت ولاية آسام وإعادة تنظيمها إلى مناطق سياسية متعددة بعد التمرد، وأُعلنت منطقة تلال ميزو إقليم ميزورام وأصبحت إقليم اتحادي في عام 1972. وُقع اتفاق سلام بين الحكومة المركزية والجماعات المتمردة في ميزورام في 30 يونيو 1986 وفيه سلم المتمردون أسلحتهم وأصبحت ميزورام الولاية الثالثة والعشرون في الهند في عام 1986. أُجريت أول انتخابات للجمعية التشريعية في ميزورام في 16 فبراير 1987 ومنذ ذلك الحين تُجرى الانتخابات كل خمس سنوات. أُجريت انتخابات الجمعية التشريعية في 28 نوفمبر 2018 وبلغت نسبة الإقبال 80٪، فازت في الانتخابات جبهة ميزو الوطنية بقيادة زورامثانغا.
يشغل كامبامباتي هاري بابو منصب حاكم ميزورام منذ نوفمبر 2021.

### التقسيم الإداري
| المنطقة       | السكان (2011) | الكثافة السكانية (كم2) |
| ------------- | ------------- | ---------------------- |
| منطقة ايزاول  | 400,309       | 117                    |
| منطقة لونجلي  | 161,428       | 35                     |
| منطقة شامفي   | 125,745       | 37                     |
| منطقة لونجتلي | 117,894       | 39                     |
| منطقة ماميت   | 86,364        | 29                     |
| منطقة كولاسيب | 83,955        | 56                     |
| منطقة سيرشيب  | 64,937        | 47                     |
| منطقة سايها   | 56,574        | 52                     |
| Khawzawl      | 36,381        |                        |
| Hnathial      | 28,468        |                        |
| Saitual       | 11,619        |                        |

تتكون الجمعية التشريعية لولاية ميزورام من 40 مقعد، وتعتبر المجالس القروية أساس الديمقراطية والقيادة في الولاية. تضم الدولة رئيس وزراء ومجلس وزراء يتألف من عدة وزارات مسؤولة عن مختلف الأولويات ووظائف الحكومة.
تنقسم ميزورام إلى إحدى عشرة منطقة يدير كل منها نائب مفوض مسؤول عن الإدارة في المنطقة المعنية. نائب المفوض هو الرئيس التنفيذي للمنطقة، مسؤول عن تطبيق القوانين الحكومية والحفاظ على النظام العام وجمع الضرائب للحكومة.
ويتولى مراقب الشرطة مهمة إدارة الشرطة في كل مقاطعة. تدير بلدية أيزول مدينة العاصمة أيزول، وتدير بلدية لونجلي مدينة لونجلي.

## الاقتصاد

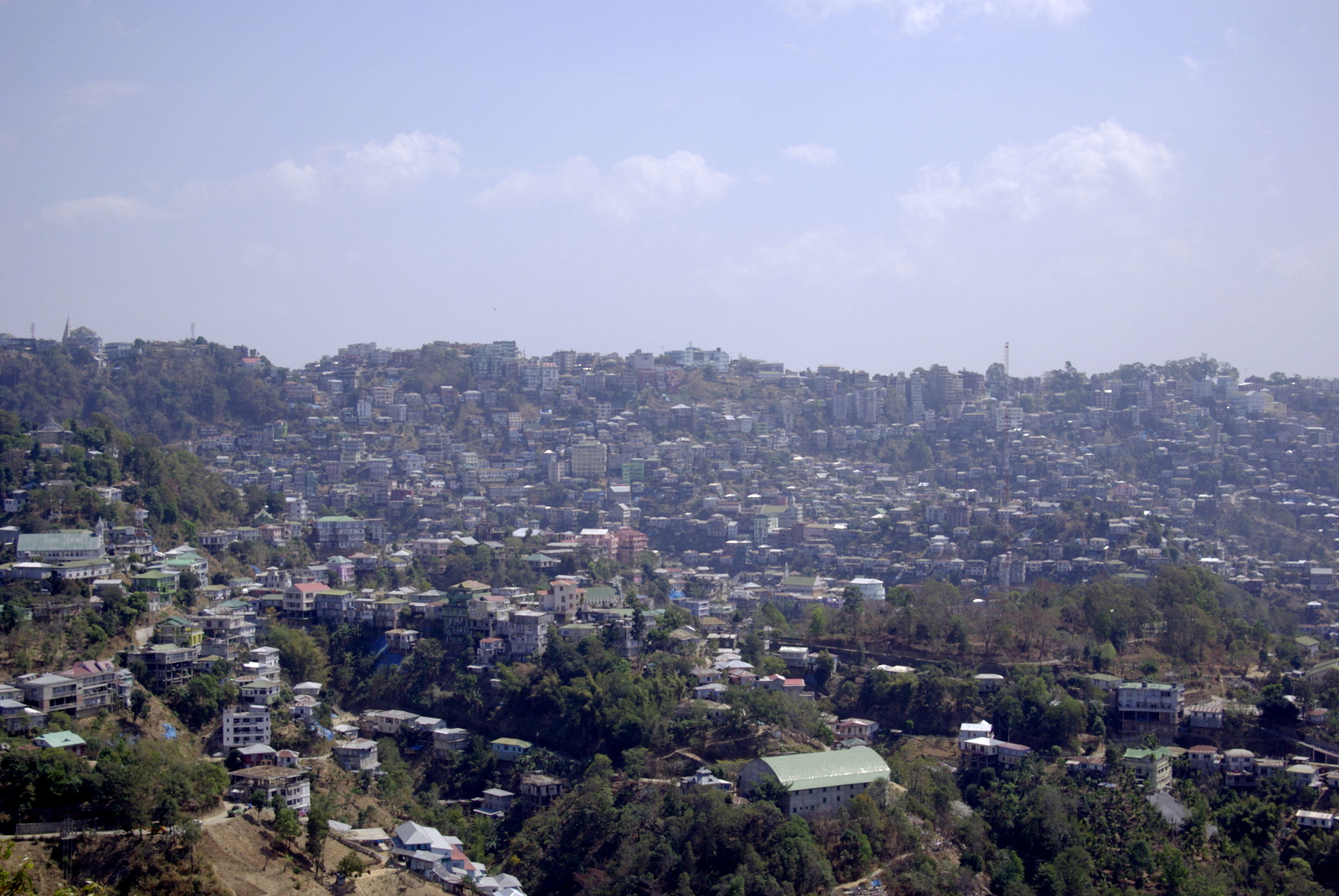
أيزول عاصمة ميزورام

بلغ الناتج المحلي الإجمالي لولاية ميزورام حوالي 69.91 مليار روبية هندية (1٫2 مليار دولار أمريكي) في الفترة 2011-2012. بلغ معدل نمو الاقتصاد السنوي 10٪ سنويًا خلال الفترة من 2001 إلى 2013. الولاية ميناءً مهمًا للواردات من جنوب شرق آسيا إلى الهند وكذلك للصادرات الهندية بفضل موقعها الجغرافي المتاخم لبنغلاديش وميانمار.
يعود نمو الاقتصاد إلى نمو قطاعات الزراعة والإدارة العامة والبناء. يساهم القطاع الثالث (قطاع الخدمات) بشكل كبير في التخطيط التنموي العام فبلغت نسبته بين 58% و60% خلال العقد الماضي. ذكر بنك الاحتياطي الهندي في عام 2013 أن 20.4٪ من سكان الولاية يعيشون تحت خط الفقر وهو ما يقارب المتوسط الوطني البالغ 21.9٪. تزيد هذه النسبة في المناطق الريفية فتبلغ 35.4٪ مقارنة بالمتوسط الوطني للفقر في الريف البالغ 25.7٪؛ ويقل إلى 6.4% في المناطق الحضرية.
تتمتع ميزورام بقوة عاملة متعلمة بشكل كبير فيقترب معدل القراءة والكتابة من 90٪ وتستخدم الإنجليزية على نطاق واسع. تعاني الولاية من عجز في الطاقة لكن هناك خطط لتطوير قدراتها الكهرومائية. كانت الولاية تضم حوالي 7000 شركة مسجلة في عام 2008. تعمل حكومة الولاية على تنفيذ المناطق الاقتصادية الخاصة لدفع النمو الاقتصادي.

### الزراعة

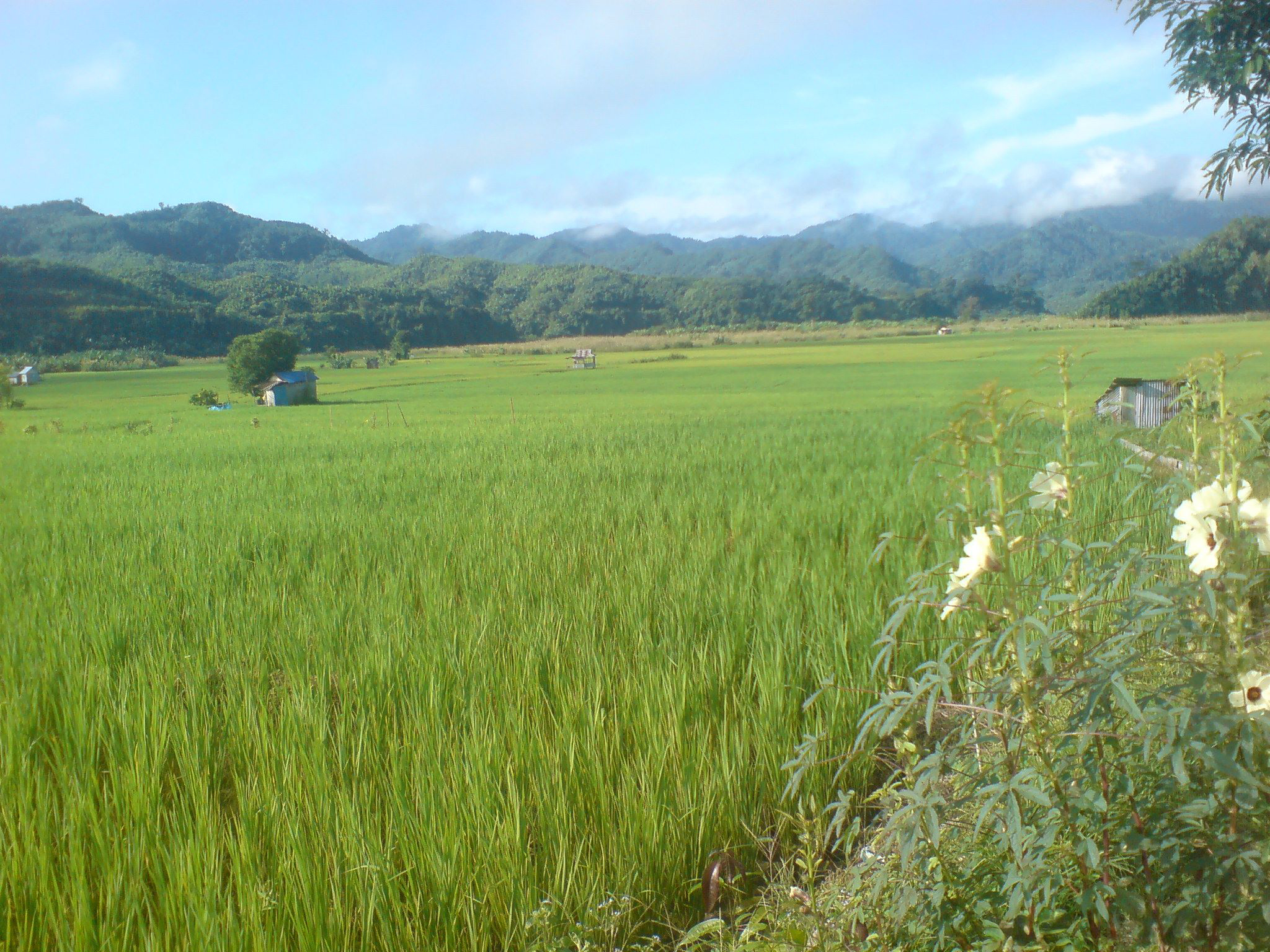
حقل أرز في زاولبوي، سيرشيب

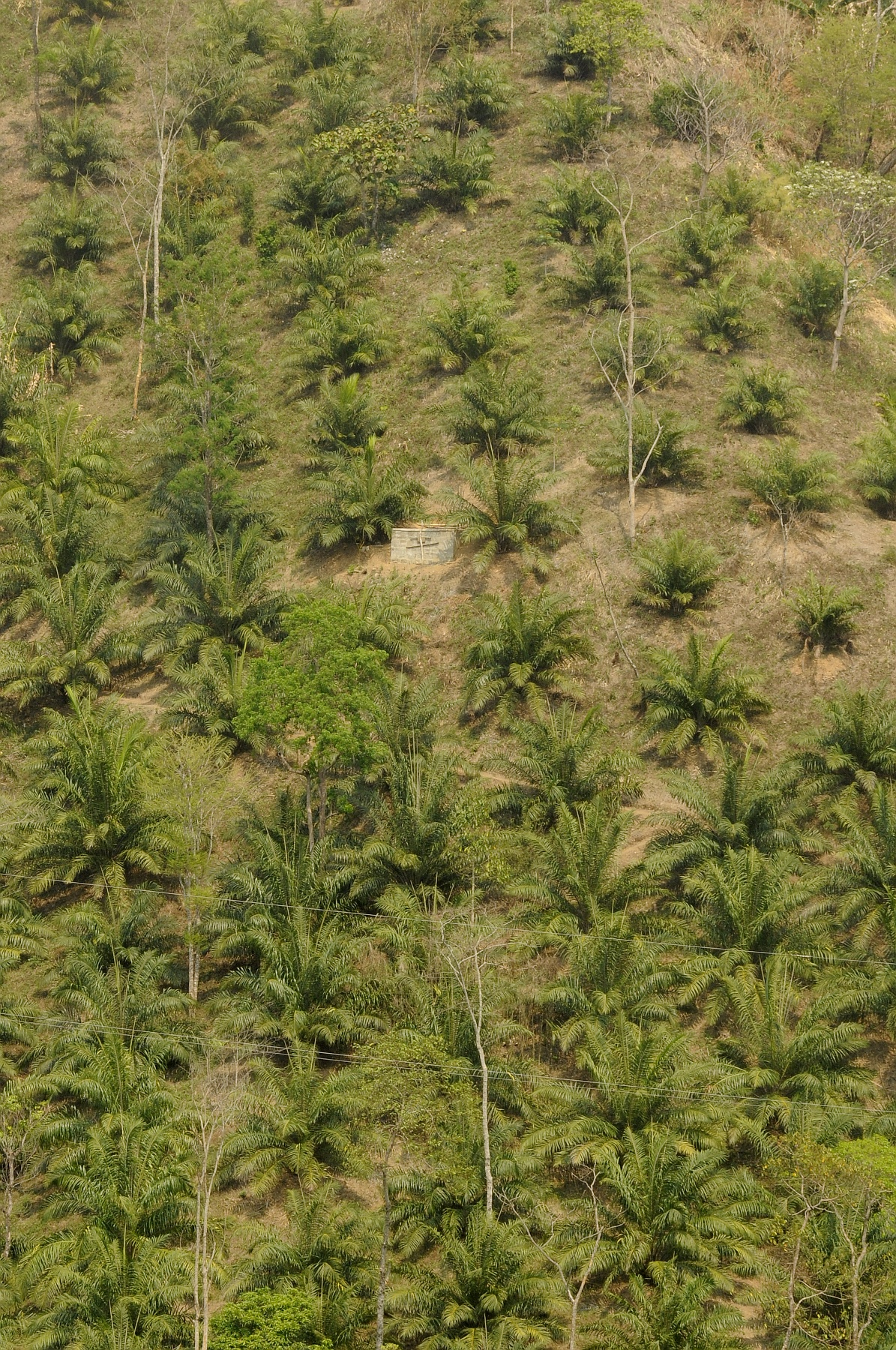
زيت النخيل في ماميت

يعمل 55٪ و60٪ من القوة العاملة في الولاية في الزراعة. ساهم هذا القطاع في الناتج المحلي الإجمالي للولاية ب 30٪ في عام 1994 ثم انخفضت هذه إلى 14٪ فقط في عام 2009 بسبب النمو الاقتصادي في القطاعات الأخرى. تقليديا يستخدم نوع زراعة الكفاف فيُنظر إليها وسيلة لإنتاج الغذاء للأسرة دون النظر إلى إمكاناتها التجارية. يعد الأرز أكبر محصول يُزرع في ميزورام تليه الفواكه ثم التوابل.
كانت الزراعة في ميزورام قبل عام 1947 تعتمد بشكل أساسي على زراعة جوم وهي زراعة تعتمد على القطع والحرق. بسبب تشجع الحكومة على ترك هذه الممارسة وبدأت بالاندثار تدريجيًا. قدرت نسبة المساحة الزراعية المتحركة في ميزورام في تقرير صدر عام 2012 بحوالي 30٪ الجزء الأكبر منها مخصص لإنتاج الأرز، على أن الأرز يستغل أكبر قدر من العمالة ومساحة الأراضي المزروعة إلا أن غلته منخفضة. فتبلغ متوسط غلة الأرز في ميزورام لكل فدان حوالي 70٪ من المتوسط الوطني في الهند و32٪ من أعلى نوع محصول في الهند. تنتج ميزورام حوالي 26٪ من الأرز الذي تستهلكه سنويًا وتستورد العجز من ولايات أخرى في الهند.
تُعتبر ميزورام منتجًا رئيسًا ومصدرًا عالميًا للأنطور (بأكثر من 7 ملايين وحدة سنويًا) والورود. كما أنها منتج ومورد محلي للموز والزنجبيل والكركم والآلامية والبرتقال والشايوت. حققت ميزورام نجاحًا ملحوظًا في مجال البستنة وذلك على تخصيصها 6٪ فقط من أراضيها المزروعة لهذا القطاع في عام 2009، يستنتج من ذلك الإمكانية الكبيرة لنمو في هذا المجال. ارتفعت المساحة المخصصة للبستنة وزراعة الأزهار إلى 9.4٪ من إجمالي 1.2 مليون هكتار مخصصة للزراعة في عام 2013.
الإنتاجية الزراعية في ميزورام منخفضة للغاية بسبب الأمطار الغزيرة التي تهطل على الولاية وتربتها المسامية ونقص البنية التحتية للري. تؤثر هذه العوامل سلبًا على غلة المحاصيل. يمكن معالجة مشكلة الغلة ببناء بنية تحتية للري أكثر كفاءة وتبني تقنيات زراعية متقدمة. بالإضافة إلى ذلك فإن استهلاك الدولة للأسمدة والمبيدات الحشرية منخفض جدًا في إشارة إلى إمكانية تطوير الزراعة العضوية بها.

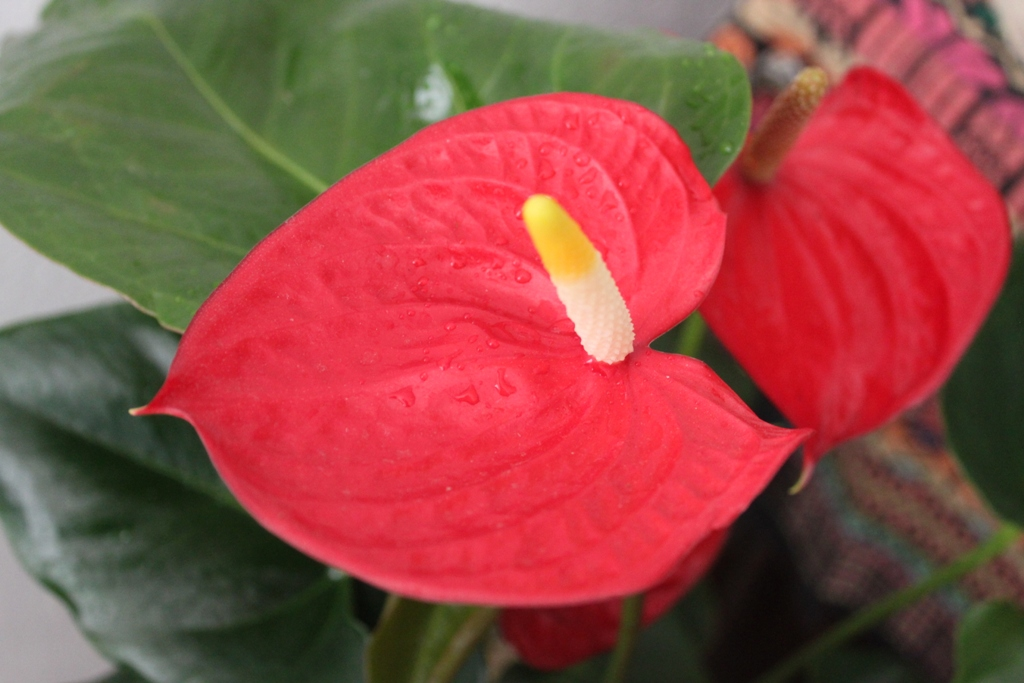
تنتج ميزورام أكثر من 7 ملايين طن من الأنطور يستهلك جزء منها محاليًأ والباقي يصدر إلى الإمارات العربية المتحدة والمملكة المتحدة واليابان. وغالبية المنتجين وأصحاب الدخل من هذا العمل هم من نساء ميزورام.

تُعد ميزورام من الولايات الرئيسية المنتجة للخيزران في الهند فتنتج 14% من إجمالي الخيزران في البلاد وتضم 27 نوعًا من الخيزران. تشكل قطاع الغابات حوالي 5% من الناتج الإجمالي للولاية. كما تنتج الولاية نحو 5200 طن متري من الأسماك سنويًا وهو ما يمثل حوالي 12% من الطاقة الإنتاجية المستدامة. تربية دودة القز تُعتبر صناعة حرفية يدوية رئيسية تشغل قرابة 8000 أسرة في أكثر من 300 قرية ميزو.

### الصناعة
تمتلك ميزورام منطقتين صناعيتين في زوانغتوي وكولاسيب ويجري العمل على إنشاء مجمع لتكنولوجيا البرمجيات في حرم جامعة ميزورام. كما استحوذت حكومة الولاية على 127 فدانًا من الأراضي في خاونوام لتطوير مدينة تجارية حدودية بين الهند وميانمار.

### البنية التحتية للتعليم

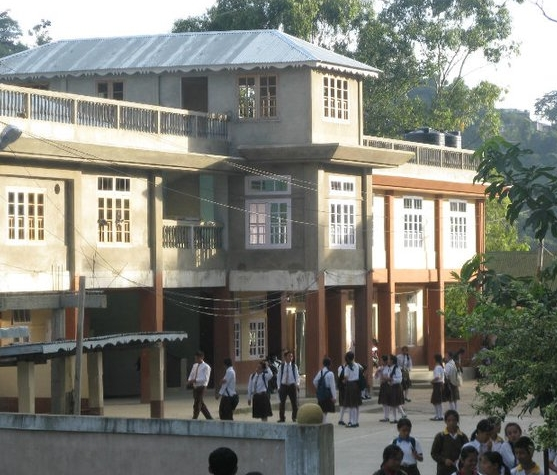
حرم مدرسي في ميزورام

أسس المبشرون المسيحيون أول مدرسة ابتدائية في أيزول عام 1898. لطالما كانت الولاية تتمتع بمعدلات أمية أقل من المتوسط الهندي، فكان معدل القرائ والكتابة 51٪ في عام 1961 وارتفع إلى 92٪ في تعداد 2011 مقارنة بمتوسط الهند البالغ 74٪ وهي الثاني في معدل القراءة والكتابة بين الولايات بعد كيرلا.
بلغ عدد المدارس في ميزورام 3,894 مدرسة في عام 2012. منها 42٪ تديرها الحكومة المركزية/حكومة الولاية و28٪ خاصة بدون دعم حكومي و21٪ خاصة بدعم حكومي، والبقية مدارس ابتدائية ومتوسطة تمولها مجلس الإدارة المحلية الذاتية الثلاث. بلغت نسبة المعلمين إلى الطلاب هي 1:20 للمرحلة الابتدائية و1:9 للمرحلة المتوسطة و1:13 للمدارس الثانوية و1:15 للمدارس الثانوية العليا.
هناك العديد من المؤسسات التعليمية تحت مظلة وزارة التربية والتعليم مثل الجامعات والكليات والمؤسسات الأخرى. هناك 29 قسمًا جامعيًا ومؤسستان مهنيتان في جامعة ميزورام. هناك 22 كلية أخرى في الولاية بإجمالي حوالي 10,600 طالب جامعي في عام 2012. من بين المعاهد المعروفة المعهد الوطني للتكنولوجيا في ميزورام وجامعة ICFAI ميزورام، كلية العلوم البيطرية والأحياء الزراعية في أيزول والمعهد الإقليمي للمساعدين الطبيين والتمريض في أيزول.

### البنية التحتية للطاقة
ميزورام ليست مكتفية ذاتيًا في الطاقة. في عام 2012، كان الطلب على الطاقة في الولاية على 107 ميجاوات في عام 2012، بينما كانت القدرة المركبة الفعالة 29.35 ميجاوات فقط. لسد هذه الفجوة اشترت الكهرباء من الشبكة الوطنية.
قدرت إمكانيات الطاقة الكهرومائية في ميزورام بحوالي 3600 ميجاوات في عام 2010، وحوالي 4500 ميجاوات في عام 2012. إذا استغلت نصف هذه الإمكانيات يمكن للولاية أن توفر الكهرباء لجميع مواطنيها وصناعاتها على مدار الساعة طوال أيام الأسبوع وأيضًا تحقيق دخل من بيع الفائض إلى الشبكة الوطنية. تضاريس ميزورام مثالية لمشاريع الطاقة الكهرومائية فالأنهار التالية مناسبة لمشاريع الطاقة الهيدروليكية مع تأثير بيئي قليل: تويفاي وتويفاول وتلاونج وتوت وسيرلوي وتوريال وكولودين وتويتشانغ وتويبوي وتياو ومات. توجد في ميزورام العديد من الجداول والروافد الصغيرة وهي مثالية لتطوير مشاريع الطاقة الكهرومائية الصغيرة والمتوسطة. اقترحت الولاية مشاريع لجذب الاستثمارات الخاصة على أساس نموذج البناء والتملك والتشغيل والنقل (BOOT)، مع توفير المساعدة المالية لإعادة تأهيل المواطنين المتأثرين من المشاريع. أكبر مشروع مقترح هو على نهر كولودين بقدرة 460 ميجاوات وهناك العديد من المشاريع الصغيرة والمتوسطة المحددة.
البنى التحتية الرئيسية للطاقة في ميزورام هي:
- سد توريال ذو طاقة 60 ميجاوات.[94]
- سد سيرلوي ذو طاقة 12 ميجاوات.[95]
- مزرعة فانكال الشمسية ذات طاقة 20 ميجاوات.[96]

## النقل

### شبكة الطرق
بلغ طول شبكة طرق الولاية حوالي 8500 كيلومتر (5300 ميل) تشمل طرق القرى غير المعبدة وحتى الطرق السريعة الوطنية، وبلغ عدد السيارات المسجلة 106,000 سيارة. طرق القرى بالأساسي عبارة عن مسارات غير معبدة من حارة واحدة تستخدم بشكل خفيف. وكان هناك 871 كيلومتر من الطرق السريعة الوطنية و1663 كيلومتر من الطرق السريعة الحكومية و2320 كيلومتر من طرق المقاطعات. تتأثر هذه الطرق بشكل كبير بالانهيارات الأرضية وأضرار الطقس في بعض الأجزاء.

### الطيران

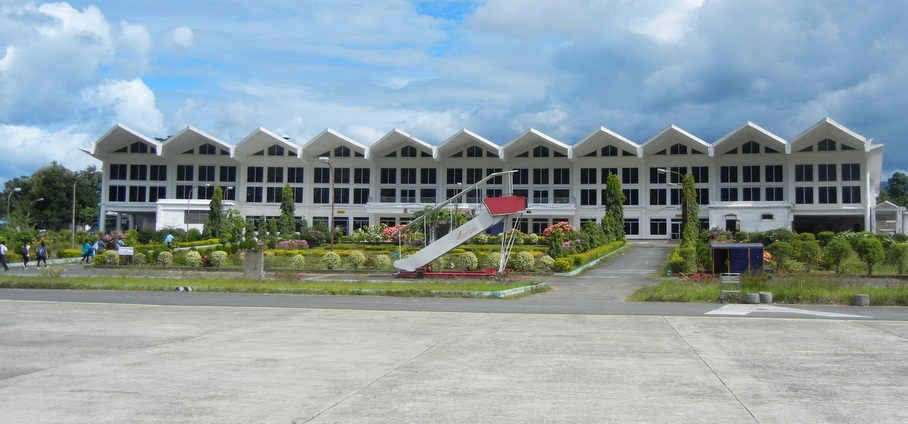
مبنى مطار لينغبوي

يقع مطار لينغبوي بالقرب من أيزول طول مدرجه 3,130 قدمًا على ارتفاع 1,000 قدم. تقدم شركة باوان هانز خدمة الطائرات الهليكوبتر التي تصل أيزول بمدن Lunglei وLawngtlai وSaiha ولونجتلي وSerchhip وChamphai وKolasib وKhawzawl وMamit وHnahthial.

### النقل المائي
تعمل ولاية ميزورام على تطوير طرق مائية على أطول أنهار الولاية نهر تشيمتويبوي بالتعاون مع ميناء سيتوي في بورما، يصب النهر في ولاية راخين ببورما ويصب في خليج البنغال في سيتوي بورما. تولي الحكومة الهندية أهمية كبيرة لإنشاء طرق مائية داخلية على طول هذا النهر لتعزيز التجارة مع بورما ويُعرف هذا المشروع باسم مشروع النقل العابر متعدد الوسائط Kaladan. تستثمر الهند مبلغ 103 ملايين دولار لتطوير ميناء سيتوي على الساحل الشمالي لبورما الذي يبعد حوالي 160 كيلومترًا عن ميزورام. وقد خصص مجلس الدولة للسلام والتنمية في بورما مبلغ 10 ملايين دولار للمشروع. كان يُتوقع إتمام المشروع في عام 2015 ويتألف من جزأين: الأول يشمل تجريف وتوسيع نهر كالادان من ميناء سيتوي إلى باليتوا في مقاطعة تشين المجاورة لميزورام والجزء الثاني بناء طريق سريع بطول 62 كيلومترًا من باليتوا إلى لوماسو في ميزورام وطريق متعدد المسارات بطول 100 كيلومتر من لوماسو إلى لاونغتلاي في ميزورام لربطه بالطريق السريع الوطني الهندي 54،. يُتوقع أن يعود المشروع بالنفع الاقتصادي على صادرات التجارة والبستنة في ميزورام، وتحسين الوصول الاقتصادي لـ60 مليون شخص في شمال شرق الهند وميانمار الداخلية.
انتهي من جميع أجزاء المشروع ما عدا طريق زورينبوي باليتوا، ذكر في نوفمبر 2023 أن المشروع يتوقع أن يعمل المشروع بالكامل في ديسمبر 2023.

## الثقافة
يُذكر أن انتشار المسيحية تأسس على البنية الثقافية والدينية والاجتماعية والسياسية لشعب الميزو. ينتشر بينهم ثقافة Hnatlang التي تتمثل في التضحية بالنفس وإنكار الذات والقيام بالواجب دون أنانية والمثابرة والرصانة والشجاعة والحزم والاستقلالية، والمحافظة السمعة الطيبة.
اندثرت بعض العناصر الثقافية لقبائل ميزو القديمة بعد انتشار المسيحية مثل:
- Zawlbuk: مكان بجوار منزل الرئيس ويتعبر معسكر دفاعي في الحروب و"منزل العزاب" ومركز القرية.[109][111]
- Nula-rim: نظام الخطوبة في الثقافة القديمة فقد كانت العلاقات الجنسية قبل الزواج وتعدد الزوجات مقبول بينهم. فكان بإمكان الرجال والنساء التزواج بعدة أزواج. لكن كان المجتمع يقدر العذراء وقت الزواج عن غيرها.[109]
- Ramri lekha: نظام حدودي يُحدد الأراضي التي يمتلكها الزعيم والتي تُسمى Ram. فقد كان الزعيم وحده من يمتلك الأرض وتُورث إلى ابنائه، وكانت القبيلة والقرية تعملان وتحصدان هذه الأرض.[109][111]

### المهرجانات

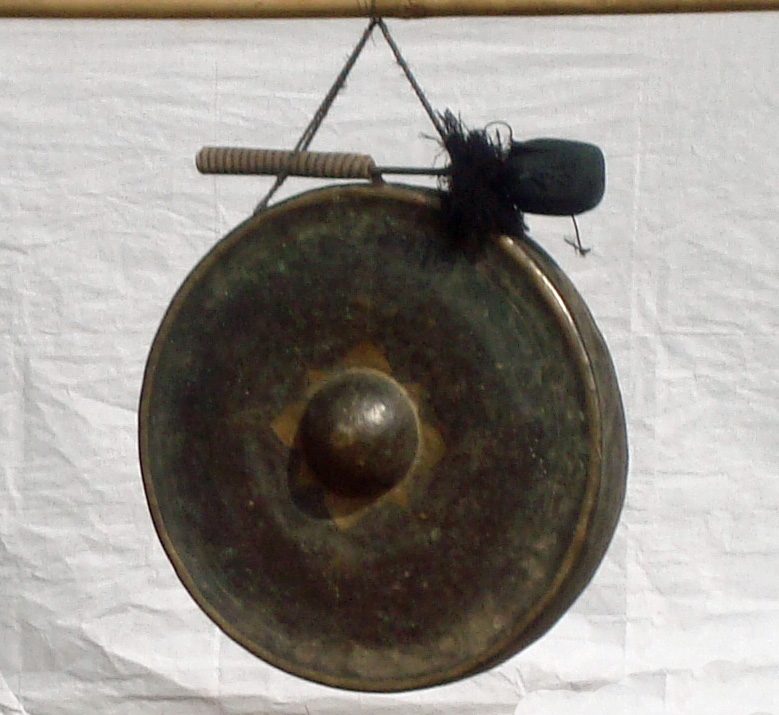
Darkhuang وهي آلة موسيقية تقليدية في ميزورام.

تقام المهرجانات التقليدية في ميزورام حول مراحل زراعة الجوم أو المواسم الزراعية. كانت المهرجانات الجماعية تُعرف محليًا بـ الكوت ومن أشهر مهرجانتهم تشابشار وThalfavang Kut وMim Kut وPawl Kut وChapchar Kut ومهرجان الربيع الذي يُقام في فبراير/مارس، قبل بدء عملية الجروم.
يحتفل يمهرجان تشابشار في شهر مارس بعد الانتهاء من الجوم أعيد إحياء المهرجان في عام 1973. سابقا قبل وصول المسيحية إلى ميزورام كان الكحول من أهم أجزء المهرجان، وبعد حظر الخمور شغل مكانه الموسيقى والرقص المجتمعي.

### الرقص
قام المجتمع بإحياء الرقصات التقليدية مثل Cheraw وKhuallam وChheihlam وChai.
- Cheraw هي رقصة تقليدية يحمل فيها الرجال عصي الخيزران بالقرب من الأرض ويطرقونها معاً بإيقاع الموسيقى. وترقص النساء اللاتي يرتدين فساتين ملونة ويتنقلن بين العصي المتحركة بمهارة وتنسيق.[109]
- خوال لام - رقصة مختلطة تحتفي بنجاح الصيد.[117]
- Chheih Lam تؤدى عادة في الأمسيات الباردة مع بيرة الأرز فيجلس الناس في دائرة ويتوسطهم راقصون يؤدون أغاني مرتجلة غالباً ما تكون فكاهية حول الأحداث الأخيرة أو الضيوف مع مواكبة الرقص للموسيقى.[118]
- تشاي لام - رقصة تقام في مهرجان تشابشار يقف فيه الموسيقيون في المنتصف ويتناوب الرجال والنساء بالفساتين الملونة على تشكيل دائرة. تحمل النساء الرجال من الخصر بينما يحمل الرجال النساء على أكتافهم ويتحركون في دوائر متمايلين يميناً ويساراً مع إيقاعات الموسيقى.[109]

### الرياضة

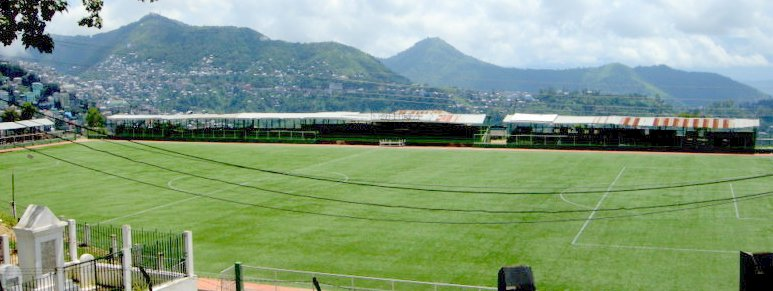
ملعب لاموال

أُطلق أول دوري لكرة القدم في ميزورام في أكتوبر 2012. ضم دوري ميزورام الممتاز ثمانية فرق خلال موسم 2012-2013. الأندية الثمانية هي أيزاول، شانماري ودينثار وإف سي كوليكاون ولوانغموال وميزورام وآر إس أنيكس وريتلانج. ينطلق الموسم سنويًا في أكتوبر وينتهي بالنهائيات في مارس.

## السياحة

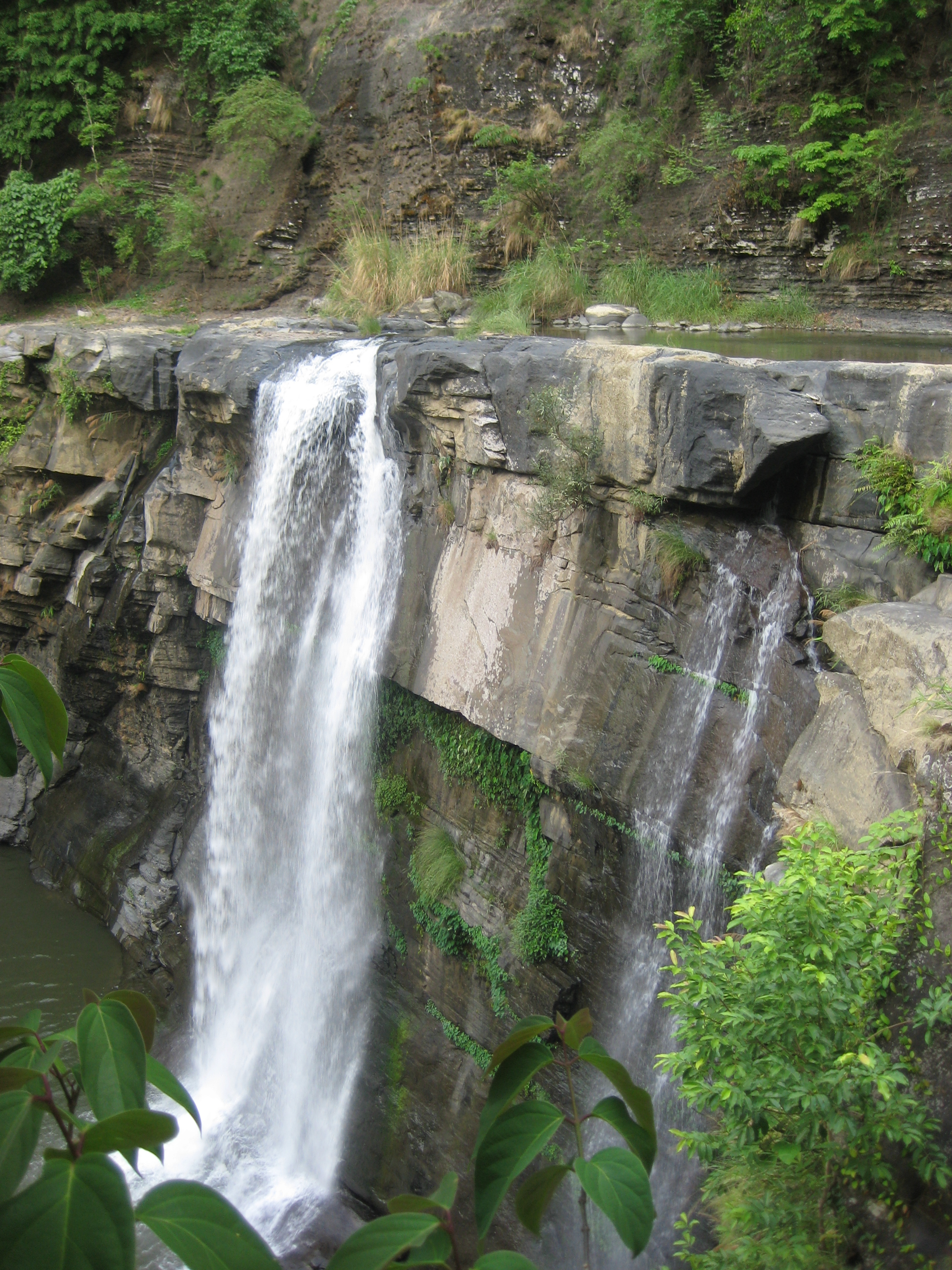
شلال كاوبي

تطلب الولاية من المواطنين الهنود الحصول على تصريح يأخذ من ضابط الاتصال لحكومة ميزورام في كلكتا وسيلشار وشيلونغ وغواهاتي ونيودلهي. يمكن للقادمين جواً الحصول على تصريح زيارة لمدة 15 يومًا في مطار Lengpui بأيزول وذلك بتقديم صورهم ودفع رسم قدره 120 روبية هندية (2٫00 دولار أمريكي).
تقريباً جميع الرعايا الأجانب يمكنهم الحصول على تصريح الدخول عند الوصول ويخضعون لنفس متطلبات السياح المحليين. لكن يجب عليهم أيضًا التسجيل في شرطة الولاية خلال 24 ساعة من الوصول وهو إجراء شكلي. يُطلب من مواطني أفغانستان والصين وباكستان والرعايا الأجانب ذوي أصول هذه البلدان الحصول على تصريح المرور من القنصلية الهندية أو وزارة الشؤون الداخلية في نيودلهي قبل وصولهم إلى ميزورام.
ميزورام هي ولاية غنية بالمناظر الطبيعية والنباتات وتتمتع بمناخ لطيف. الولاية هي وجهة مثالية لمراقبي الطيور وتعتبر معقلًا لدراج السيدة هيوم، كما رصد بها جاموس الماء البري وكركدن سومطري والفيلة وثدييات أخرى في الماضي.

## القضايا الاجتماعية

### شاكمالاند
يطالب سكان مجلس مقاطعة تشاكما ذاتية الحكم الحالي في ميزورام بتحوليه إقليم اتحادي، يبلغ تعدادهم أكثر من 100,000 نسمة في تعداد 2011.

### حظر الكحول
فرضت حكومة ميزورام حظرًا على الخمور في عام 1996. وقد أصر قادة الكنيسة (لجنة ميزورام كوهران هرويتوت) على ضرورة استمرار الحظر وعدم تعديل القانون، في حين دعا آخرون إلى رفعه. لكن كان تطبيق الحظر صعبًا بسبب الطلب المرتفع على الكحول.
عدل قواعد ميزورام للمكوس والمخدرات (النبيذ) في عام 2008 مما ألغى حظر عام 1996 وسمح بتصنيع وتصدير وبيع وحيازة واستهلاك النبيذ المصنوع من العنب والجوافة ووسع تعديل القانون في عام 2011 ليشمل التفاح والزنجبيل والآلامية والخوخ والكمثرى.
اتخذ مجلس الولاية قرارًا بالإجماع لمراجعة تأثير حظر الخمور في عام 2013. لفت وزير المخدرات بالولاية الانتباه إلى أن الحظر أدى سبب إلى زيادة استهلاك الخمور المقلدة وغير الصحية المعروفة باسم "زو" في عام 2014. واقترحت الحكومة تقديم مشروع قانون معدل للخمور يسمح بتشغيل محلات البيع بالتجزئة في أيزاول ومقار المقاطعات الأخرى لبيع الخمور لكن ليس في الحانات وذلك دون استشارة الكنيسة.
أُلغي مشروع قانون حظر ومراقبة الخمور في ميزورام لعام 2014 في20 مارس 2019 واستبدل بمشروع قانون حظر الخمور ميزورام لعام 2019، وهو تشريع كانت قد وعدت به جبهة ميزو الوطنية.

### مشاكل الفئران
تزدهر زهور الخيزران (موتام) كل خمسين عام وتؤدي إلى تكاثر الفئران السوداء في الغابات بشكل كبير بسبب بذوره الغنية بالبروتين وهو ما يُعرف أيضًا بفيضان الفئران. بسبب عدم اهتمام الحكومة بطاعون الفئران في 1958-1959 إلى تمرد عنيف استمر عشرين عامًا ضد الحكومة المركزية ولم يُحل النزاع نهائيًا حتى عام 1986. تكررت مشكلة الفئران في ميزورام خلال الفترة من 2006 إلى 2008 وتدمرت المحاصيل بقوة وبلغت الغلة أدنى مستوياتها منذ ثلاثين عامًا. لكن تعافت المحاصيل بشكل ملحوظ إلى مستويات ما قبل ماوتام في عام 2009 بعد انتهاء فترة ازدهار ماوتام.

## الإعلام
تنمو وسائل الإعلام في ميزورام بسرعة. الوصول إلى الإنترنت يعتبر متوسطاً وتحظى القنوات التلفزيونية الخاصة عبر الكابل. توفر دوردارشان، الخدمة الوطنية للتلفزيون في الهند، خدمات البث الأرضي وبرامج إذاعية تغطي ثقافة السكان الأصليين والأخبار المحلية في الهند. وهناك العديد من المواقع الإلكترونية باللهجات المحلية. تعد الصحافة المطبوعة وسيلة إعلامية مهمة في ميزورام وتشمل الصحف المحلية فانغلايني وزالين. وكانت صحيفة ميزورام بوست، الصحيفة اليومية الناطقة بالإنجليزية والصادرة من سيلشار في آسام، الصحيفة الأكثر انتشاراً في ميزورام في عام 2007.

## روابط خارجية
- Mizoram على مشروع الدليل المفتوح
- معلومات جغرافية متعلقة بميزورام على خريطة الشارع المفتوح